# Seututie 945
Pour les articles homonymes, voir Route 945.
La route régionale 945 (finnois : Seututie 945) est une route régionale allant de Perä-Posio à Posio jusqu'à Isokylä à Kemijärvi en Finlande,,.

## Présentation
La seututie 945 est une route régionale de Laponie.

## Parcours
- Perä-Posio (Posio)
- Ristilä
- Jumisko
- Lehtola
- Isokylä (Kemijärvi)